# Mercenaires (bande dessinée)
Mercenaires est une série de bande dessinée d'heroic fantasy écrite par le Français Nicolas Jarry, dessinée par l'Italien Paolo Deplano et coloré par l'Italienne Silvia Fabris. Ses trois volumes ont été publiés en 2012-2013 par Soleil:

## Albums
- Mercenaires, Soleil Productions :

1. La Meute du Griffon, 2012  (ISBN 978-2-302-01634-7)[1]
2. Le Seigneur des Trois Cités, 2012  (ISBN 978-2-302-02272-0)[2]
3. Ju-Œil-de-Dragon, 2013  (ISBN 978-2-302-02567-7)[3]